# Edgar Rivera
Edgar Alejandro Rivera Morales (ur. 13 lutego 1991 w Agua Prieta) – meksykański lekkoatleta specjalizujący się w skoku wzwyż.
Piąty zawodnik mistrzostw świata juniorów młodszych (2007). W 2009 zdobył srebrny medal mistrzostw panamerykańskich juniorów w Port-of-Spain. Rok później zajął 6. miejsce podczas juniorskich mistrzostw świata w Moncton. Ósmy zawodnik igrzysk panamerykańskich (2011). W 2012 stanął na najwyższym stopniu podium mistrzostw NACAC do lat 23. W 2013 zajął 10. miejsce na uniwersjadzie oraz bez powodzenia startował na mistrzostwach świata w Moskwie. Złoty medalista mistrzostw ibero-amerykańskich (2014). Czwarty zawodnik mistrzostw świata w Londynie (2017).
Złoty medalista mistrzostw Meksyku.
Jego starszym bratem jest Luis Rivera – rekordzista Meksyku w skoku w dal oraz medalista mistrzostw świata.
Rekordy życiowe: stadion – 2,31 (2 czerwca 2021, Šamorín); hala – 2,30 (9 lutego 2016, Brno oraz 4 lutego 2017, Hustopeče). Oba rezultaty są aktualnymi rekordami Meksyku.

## Osiągnięcia
| Rok  | Impreza                               | Miejsce        | Lokata            | Wynik |
| ---- | ------------------------------------- | -------------- | ----------------- | ----- |
| 2007 | Mistrzostwa świata juniorów młodszych | Bressanone     | 5. miejsce        | 2,14  |
| 2008 | Mistrzostwa świata juniorów           | Bydgoszcz      | 10. miejsce       | 2,08  |
| 2009 | Mistrzostwa panamerykańskie juniorów  | Port-of-Spain  | 2. miejsce        | 2,10  |
| 2010 | Mistrzostwa świata juniorów           | Moncton        | 6. miejsce        | 2,17  |
| 2011 | Uniwersjada                           | Shenzhen       | el. – 14. miejsce | 2,15  |
| 2011 | Mistrzostwa świata                    | Daegu          | el. – 26. miejsce | 2,21  |
| 2011 | Igrzyska panamerykańskie              | Guadalajara    | 8. miejsce        | 2,18  |
| 2012 | Młodzieżowe mistrzostwa NACAC         | Irapuato       | 1. miejsce        | 2,23  |
| 2013 | Uniwersjada                           | Kazań          | 10. miejsce       | 2,15  |
| 2013 | Mistrzostwa świata                    | Moskwa         | el. – 22. miejsce | 2,22  |
| 2014 | Mistrzostwa ibero-amerykańskie        | São Paulo      | 1. miejsce        | 2,28  |
| 2014 | Igrzyska Ameryki Środkowej i Karaibów | Xalapa         | 4. miejsce        | 2,21  |
| 2015 | Igrzyska panamerykańskie              | Toronto        | 7. miejsce        | 2,20  |
| 2016 | Igrzyska olimpijskie                  | Rio de Janeiro | el. – 35. miejsce | 2,17  |
| 2017 | Mistrzostwa świata                    | Londyn         | 4. miejsce        | 2,29  |
| 2018 | Igrzyska Ameryki Środkowej i Karaibów | Barranquilla   | 8. miejsce        | 2,16  |
| 2018 | Mistrzostwa NACAC                     | Toronto        | 6. miejsce        | 2,22  |
| 2019 | Igrzyska panamerykańskie              | Lima           | 9. miejsce        | 2,15  |
| 2021 | Igrzyska olimpijskie                  | Tokio          | el. – 19. miejsce | 2,21  |
| 2022 | Halowe mistrzostwa świata             | Belgrad        | 7. miejsce        | 2,24  |
| 2022 | Mistrzostwa świata                    | Eugene         | 13. miejsce       | 2,19  |
| 2023 | Igrzyska Ameryki Środkowej i Karaibów | San Salvador   | 4. miejsce        | 2,22  |
| 2023 | Mistrzostwa świata                    | Budapeszt      | el. – 14. miejsce | 2,25  |
| 2023 | Igrzyska panamerykańskie              | Santiago       | 4. miejsce        | 2,21  |
| 2024 | Halowe mistrzostwa świata             | Glasgow        | 8. miejsce        | 2,20  |
| 2024 | Mistrzostwa ibero-amerykańskie        | Cuiabá         | 1. miejsce        | 2,20  |
| 2024 | Igrzyska olimpijskie                  | Paryż          | el. – 15. miejsce | 2,20  |